# María de la O Flores Fernández
María de la O Flores Fernández (Cuevas de Vera, 18 de octubre de 1841-27 de diciembre de 1916) fue una terrateniente y filántropa andaluza.

## Familia
Nació en el pueblo de Cuevas de Vera el 18 de octubre de 1841. Hija única de Miguel Flores Cánovas (abogado, funcionario y secretario de Isabel II) y Angustias Fernández Albarracín. Su madre murió al año y medio de su nacimiento, de diecisiete años de edad.
Casó a los veinticinco años, el 21 de abril de 1866 con Miguel Soler Márquez. Fue madre de diez hijos (tres varones y siete mujeres). Tanto María de la O como su marido Miguel pertenecían a familias principales de la región, poseedores de fincas rústicas y urbanas y explotaciones mineras en la Sierra Almagrera. Su hija María de la O, casada con Pedro Márquez González-Grano de Oro, fue madre del coronel, poeta y dramaturgo Miguel Márquez Soler.

## Religiosidad y filantropía
En su residencia de Canalejas 17 se hizo construir un oratorio, donde escuchaba misa diariamente, así como una ermita en su cortijo Benzal en Pulpí, donde veraneaba. Se la conoció como una mujer católica de profunda religiosidad y caridad, y de carácter benévolo con sus relaciones, «fueran familiares, sirvientes o labradores».
A sus costas, financió la primera fábrica de luz eléctrica en la provincia de Almería.

### El colegio dominico de Nuestra Señora del Carmen

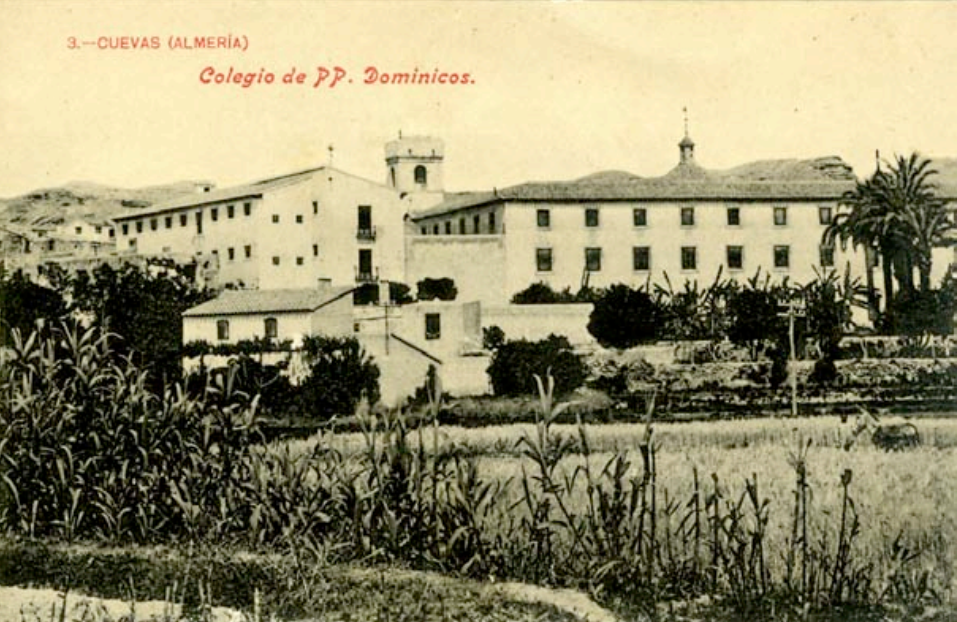
Colegio de Nuestra Señora del Carmen en Cuevas.

Mientras educaba a sus hijos con profesores particulares, consideró que sería mucho más beneficioso para ellos como para el pueblo de Cuevas la creación de un establecimiento educacional de primer y segundo grado. María de la O Flores asumió los gastos que requerían la reforma y mantenimiento del colegio de Nuestra Señora del Carmen (que ya existía desde 1881 en el Convento de San Francisco). A sus expensas levantó un nuevo edificio junto al convento. Hizo que vinieran religiosos de la Orden de Predicadores (dominicos), cuya provincia española aceptó en 1892 tomar la dirección del colegio. La apertura del establecimiento fue el 16 de octubre de 1893. A este esfuerzo contribuyeron también sus cuñadas Magdalena y Catalina Soler Márquez, el conde pontificio de Miguel, el banquero Juan Antonio Núñez, entre otros.
El colegio de Nuestra Señora del Carmen de Cuevas del Almanzora alcanzó gran prestigio en la región, recibiendo como pupilos a los hijos de las familias más importantes de la localidad, así como de la comarca, la capital y las comarcas limítrofes.
Murió el 27 de diciembre de 1916.